# وستوک ۵
وستوک ۵ (به روسی: Восток)(به معنای شرق) پنجمین مأموریت سرنشین دار سازمان فضایی شوروی محسوب می‌شود. این مأموریت به‌طور مشترک و همزمان با وستوک ۶ و همانند دو مأموریت قبلی خود یعنی وستوک ۳ و وستوک ۴ انجام شد.

وستوک ۵ به دلیل نگرانی‌های ناشی از فعالیت‌ها و اشعه‌های خورشیدی به‌طور مداوم عقب می‌افتاد و حتی بعد از پرتاب نیز طول مأموریت از ۸ روز به ۵ روز کاهش پیدا کرد.

## خدمه مأموریت
| شماره | نام             | ملیت               | تعداد پرواز | تصویر |
| ۱     | والری بایکوفسکی | اتحاد جماهیر شوروی | ۱           |       |